# Velence–Trieszt nagysebességű vasútvonal
A Velence–Trieszt nagysebességű vasútvonal egy tervezett, 155 km hosszúságú, normál nyomtávolságú, kétvágányú vasúti fővonal Velence és Trieszt között. A vasútvonal 25 kV 50 Hz-cel lesz  villamosítva.

## Története
Az Italferr által készített előzetes tervet 2010-ben adták át. A folyamat egészen a környezeti hatásvizsgálatig tartott, amely azonban soha nem készült el; időközben különböző politikai és gazdasági megfontolások miatt alternatív megoldásokat dolgoztak ki, amelyek középpontjában a meglévő vonal korszerűsítése állt. A projektet az Olasz Köztársaság miniszteri rendeletével 2010-re tervezték befejezni.
A tervek szerint a D.M. Italia Veloce-val együtt fogják továbbfejleszteni a projektet.
A kezdeti szakaszban a projekt úgy számolt, hogy az útvonalat nagy részében az A4-es autópálya mellett tervezték megépíteni. Ezzel egy időben ugyanis a harmadik autópálya-sáv megépítését is tervezték, és a két projekt közötti szinergiákat akarták kihasználni, ahogyan néhány évvel később a BreBeMi autópálya és az új Treviglio-Brescia nagysebességű vasútvonal között is történt.
A 2000-es évek végén az útvonalat a Veneto régió megbízásából, Renato Chisso akkori tanácsos személyében megváltoztatták, azzal a hivatalos indokkal, hogy fel akarják gyorsítani a harmadik sáv építésére vonatkozó eljárást, és meg akarják spórolni a felüljárók átépítését. Veneto régió felkérte az Italferrt, hogy tervezze újra a Velence Marco Polo repülőtér-Portogruaro szakaszt egy, a tengerparthoz közelebbi útvonallal, míg a Friuliban Portogruaro és Monfalcone közötti szakasz az A4-es mellett maradt; ez a 2010-ben benyújtott előzetes terv.
A 2010-es projekt a legtöbb érintett polgár és intézmény ellenállásába ütközött, különösen a "litoranea" néven ismert venetói szakaszon. Ezt követően kormánybiztost neveztek ki a lehetséges alternatívák tanulmányozására, kezdve a történelmi vonal korszerűsítésével és annak esetleges négyvágányosra bővítésével. Időközben az RFI Spa megkezdte a meglévő pályák korszerűsítését, különösen a berendezésekre és a jelzőrendszerre összpontosítva, azzal a céllal, hogy a Mestre és Monfalcone közötti szakasz nagy részén a maximális sebességet 180–200 km/h-ra emeljék.
A 2010-es előzetes projektet követően a parti útvonalat nem finanszírozták és nem fejlesztették.

## Jellemzők
A 2010-es előzetes projekt 155 kilométer hosszú új pályát irányoz elő; a tervezési szabvány az új nagysebességű vonalaké, azaz 300 km/h sebességű pálya, 25 kV AC 50 Hz-es áramellátás és egységes ERTMS jelzőrendszer.

## Útvonal
Az útvonal 4 alszakaszra oszlik:
- Venezia Mestre - Marco Polo nemzetközi repülőtér: a vonalnak Mestre állomásról a velencei lagúna irányába kell leágaznia, egy lejtős rámpával, amely közvetlenül kelet felé kanyarodik. Az útvonal egy árokban vagy alagútban folytatódik a Via Torino, Forte Marghera és Campalto területek alatt, és a repülőtérhez kapcsolódó földalatti átmenő állomáson végződik. A tervek szerint a meglévő vágányokat a Venezia Mestre és a Venezia Santa Lucia állomás összekötésére használják majd, amelyet a Triesztbe tartó vonatok kihagynak, és csak a Velencéből induló vagy oda érkező vonatok használnak;
- Velence Marco Polo repülőtér - Portogruaro: Tesserából a vonal először észak felé haladna Altino körül, majd ismét dél felé fordulna az Adriai-tenger partja felé, de mindig legalább 20-30 kilométerre maradna az olyan strandoktól, mint Lido di Jesolo, Eraclea és Caorle. Ezután észak felé fordulna, hogy Lison közelében, a Friuli-Venezia Giulia határtól 20 kilométerre újra csatlakozzon az A4-es autópályához;
- Portogruaro - Ronchi dei Legionari: a vonal az A4-es autópálya mellett halad;
- Ronchi dei Legionari - Trieszt: a vonal nagyrészt a Karszt alatti alagutakban halad.